# Arqueanassa
Arqueanassa (grego Ἀρχεάνασσα, Ἀρχαιάνασσα), uma nativa de Cólofon, foi uma hetera ou cortesã que vivia em Atenas no final do século V a.C. De acordo com fontes biográficas sobre Platão, o filósofo quando jovem esteve profundamente apaixonado por Arqueanassa e dirigiu-lhe um epigrama de quatro versos, conhecido dentro os seus alegados Epigramas como epigrama IX, mas a alegação é espúria.

## Relatos
O poema é citado na íntegra por Diógenes Laércio em sua biografia de Platão e por Ateneu em um levantamento sobre cortesãs famosas. Na versão deste último em seu Deipnosofistas:
| Ἀρχεάνασσαν ἔχω τὴν ἐκ Κολοφῶνος ἑταίρην, ἧς καὶ ἐπὶ ῥυτίδων πικρὸς ἔπεστιν ἔρως. ἆ δειλοὶ νεότητος ἀπαντήσαντες ἐκείνης πρωτοπόρου, δι᾽ ὅσης ἤλθετε πυρκαιῆς. | A Arqueanassa seguro, a hetera de Cólofon, em cujas rugas pousa um pungente amor. Desgraçados sois vós que dela jovem partiram em primeira viagem; por qual pira passastes! |
| | |

O mesmo poema também é encontrado, em forma quase idêntica, na compilação bizantina chamada Antologia Palatina. Nessa fonte, embora ainda seja dirigida a Arqueanassa, sua autoria é atribuída não a Platão, mas a Asclepíades, tendo o feito como um epitáfio ou écfrase:
| Ἀρχεάνασσαν ἔχω, τὰν ἐκ Κολοφῶνος ἑταίραν, ἇς καὶ ἐπὶ ῥυτίδων ὁ γλυκὺς ἕζετ᾽ Ἔρως. ἆ νέον ἥβης ἄνθος ἀποδρέψαντες ἐρασταὶ πρωτοβόλου, δι᾽ ὅσης ἤλθετε πυρκαϊῆς. | A Arqueanassa seguro, a hetera de Cólofon; mesmo em suas rugas se assenta doce Eros. Ah, vós amantes que a jovem flor de seu primor arrancastes brotando, por qual pira passastes! |
| | |

A construção com uso do verbo "segurar" era comum em evocações tumulares, mas também pode ter sido um epigrama misto que emprestou de outro gênero e apresentou-se em uma obra de arte. A pira pode figurar uma reversão literária, no sentido de que Aquearnassa passou por uma pira funerária, mas na verdade seus amantes que teriam passado pela pira das chamas de seu amor, metaforicamente, ou que literalmente também estariam mortos. O epigrama teria sido rearranjado por Pseudo-Aristipo, fonte de Diógenes Laércio, e por conta disso, embora alguns estudiosos modernos tenham aceito a atribuição a Platão como válida, estudiosos contemporâneos consideram-na como implausível devido ao estilo de epigramas eróticos estar difundido apenas a partir do século III a.C., além de que seria uma modificação posterior que transformou a inscrição em uma elegia de caráter difamatório ao filósofo.
Roger Scruton figura Arqueanassa nos diálogos filosóficos fictícios Xanthippic Dialogues (1993), e em sua sequência Perictione in Colophon (1999).